# たてもん祭り

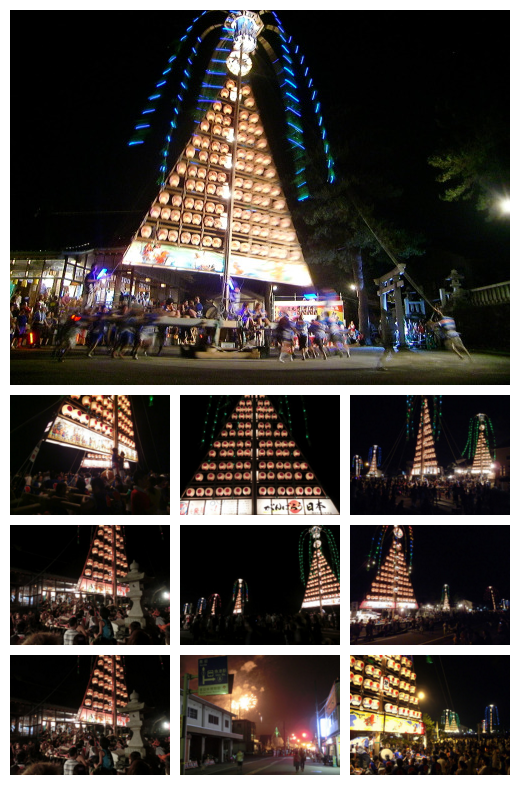
たてもん

たてもん祭り（たてもんまつり）は、富山県魚津市の諏訪神社の夏季祭礼である。1970年（昭和45年）から魚津観光まつり（後にじゃんとこい魚津まつり）のイベントのひとつとなり、毎年8月の第1金曜日・土曜日の2日間に渡り行われている。2006年（平成18年）までは8月7日・8日に行なわれていた。なおこの祭礼は、国の重要無形民俗文化財に指定されているほか、ユネスコの無形文化遺産に登録されている。

## 概要
じゃんとこい魚津まつりのメインイベントでもある高さ約16mのたてもんは、諏訪神社氏子町7町内から7基のたてもんを曳き回し、航海の安全と大漁を祈願する行事で、定かではないが昔は9基から11基が曳かれていたといわれる。（昭和の初め頃は、元町、諏訪町１～５区と立町、下町、下新町の９町内から９基出ていたが、その後３町内（立町、下町、下新町）がいろいろな事情で出なくなり新興の港町が加わり７基となる。）たてもんの名称は、「神前に贄（にえ）〔神への捧げ物〕を供え捧げたてまつる物」という意味で、たてもんの山車は、獲れた魚（贄）を載せ、神様に捧げる帆掛け舟（漁船）を模ったものである。
たてもんの創始については、舟に贄（にえ）となる魚を高く積み上げ浜を引き回し、海の神に供え大漁を祈願したとされる言い伝えがあり、享保年間中頃（1720年頃）には台の上に提灯を吊るし担ぎ回したとされ、現在まで約300年続く行事である。北日本の「ねぷた」と、諏訪の「御柱祭」が融合した形式をとる。
1972年（昭和47年）10月5日に「たてもん」が富山県指定有形民俗文化財に指定。1981年（昭和56年）12月24日に「魚津浦のタテモン行事」として、記録作成等の措置を講ずべき無形の民俗文化財に選択され、その後1997年（平成9年）12月15日には、「魚津のタテモン行事」として国の重要無形民俗文化財に指定されている。また2006年（平成18年）には、「とやまの文化財百選（とやまの祭り百選部門）」に選定されている。
2016年（平成28年）10月には、18府県33件の「山・鉾・屋台行事」の中の1件として、ユネスコの無形文化遺産に登録勧告され、同年12月1日に登録された。
現在、世帯減少、少子高齢化進行による曳き手不足に悩んでおり、1998年（平成10年）より曳き手ボランティア「たてもん協力隊」を県内外より募り確保している。
2020年（令和2年）4月15日、新型コロナウイルス感染症の拡大を受け、関係諸団体はこの年の曳き回しを中止し、神事のみを行うことを決定した。

## たてもん
たてもんは、帆掛け舟（舟型）を模した万燈で、長さ約16メートルの太い心柱に、帆に見立てた底辺約8mの大きな二等辺三角形の枠に、10-12段の横木を渡す。横木には60から100あまりの縁起の良い図柄を描いた丸提灯または雪洞（ぼんぼり）を吊るし下げる。この三角枠上部には恵比寿を描いた提灯、心柱最上部には鉾留（ほこどめ）として八角行燈を据え神の依代とする。八角行燈からは割り竹で出来た柳（枝垂〔しだれ〕）と言われる8本の長い髯籠（ひげご）を垂らす（現在は小さな電球がたくさん付けられている）。これは、悪霊が神様への贄にとりつかぬように睨みを利かせるためである。三角形の枠最下部には1枚、高さ約80cm、長さ約４mの下額（絵額）に武者絵等を描き、左右に2枚、両面に2枚飾る。これらを2.6m×2.2m角、重さ約1.5トンのそり台中央に立てる。車輪のないそり台なのは、もともと浜辺や砂利道で曳いていたからである。
そり台には山車を曳くために長さ約10mの2本の担ぎ棒に数本の横木を渡す。そこに縄で網掛けし囃子担当の子供たちが乗り込み笛や太鼓で囃す中、80人から100人程で総重量5トン程の舟形万燈を威勢良く曳き回す。また組み立てには釘は1本も使わず縄のみで組立てていくが、漁師独特の結び方を駆使している。現在のようなたてもんの形になったのは享保年間（1720年頃）といわれ、現在の大きさになるのは昭和の初め頃になってからである。提灯の数は、明治時代には約25張り、大正時代には約50張りであった。また現在提灯の絵柄は様々であるが、昔はどの町も絵柄は魚であったといわれる。これは神様への贄である魚を舟に大量に積んであることにより、神様に喜んで頂くためである。
夕刻にはたてもん7基の提灯に火が灯り諏訪神社前に集まってくる。くじ引きで諏訪神社境内へ入る順番を決めると、午後8時30分頃から1基ずつ順番に境内社殿横の広場（駐車場）に入り、担ぎ手とたてもんから繋げた8本の控え綱を持つ各若衆が、勢い良く5トン程のたてもん自体を3回転しこれを2回行う。8本の控え綱を持つ各若衆は神様に良く見ていただくため、飛び跳ねながら、時に縄にぶら下がり宙を舞うように回ると、提灯と柳（枝垂）の明かりが美しい光の輪をつくり祭りは最高潮に達する。なお控え綱は、高くて平たいたてもんを回す時に、バランスを取って傾いたり倒れたりすることを防止する役目がある。回し終えると、たてもんは社殿正面に移動し、町内関係者は社殿でお祓いを受け次の町内に引き継ぐ、すべての町内が回し終えるのは午後11時頃となる。その後散会し各町内で直会（なおらい）という労をねぎらう会が行われ終了となる。
なお、魚津市内のありそドームには、提灯60張りの小型たてもん、海の駅蜃気楼には、高さ7m、提灯58張りの小型たてもん、新川文化ホール（ミラージュホール）には、たてもんの縮小模型（提灯60張り）、魚津歴史民俗博物館には、たてもんの縮小模型（提灯75張り）が常設展示されている。

### たてもんの言い方
市外や県外の殆どのメディアは「たてもん」と言う際のイントネーションを「た↓て↑も↓ん↓」もしくは「た↓て↑も↑ん↑」と言うが、正しくは「た↓て↑も↑ん↓」である。

### たてもんを保有する町

#### 村木・大町地区（旧魚津町）

##### 諏訪町一区（旧町名・高町〔たかまち〕）
- 愛称 - 壽若（ことぶきわか）連
- 形態 - 提灯78張り・提灯絵柄  波に海老

##### 諏訪町二区（旧町名・中町〔なかまち〕）
- 愛称 - 桜花連
- 形態 - 提灯60張り・提灯絵柄  桜の花

##### 諏訪町三区（旧町名・下町〔したまち〕）
- 愛称 - 小戸ヶ浦（おどがうら）連
- 形態 - 提灯88張り・提灯絵柄  梅の花

##### 諏訪町四区（旧町名・新屋敷〔しんやしき〕）
- 愛称 - 諏訪の浦
- 形態 - 提灯92張り・提灯絵柄  日の丸（国旗）と旭日旗

##### 諏訪町五区（旧町名・出村〔でむら〕）
- 愛称 - 日の出連
- 形態 - 提灯96張り・提灯絵柄  波に鯛
  - 7基の内、最も大きなたてもんである。

##### 港町
- 愛称 - 小津（おづ）の浦
- 形態 - 提灯86張り・提灯絵柄  波に日の出

##### 元町（旧町名・鬼江町〔おねまち〕）
- 愛称 - 有磯
- 形態 - 雪洞（ぼんぼり）100基・雪洞絵柄  無地
  - この町だけは丸提灯では無く、やや縦長の無地の雪洞を吊るす。

### その他

#### 子どもたてもん
魚津こども園（旧 魚津保育園）と川原保育園の園児たちが、たてもん祭りに引き回す高さ約２m、幅約３mの2基の「ちびっこ（ミニ）たてもん」。これまで魚津こども園が引き回していたが、2022年（令和4年）に新調するに当たり、新たに川原保育園も引き回すこととなり、富山県産の杉を利用し2基を新調、同年7月に完成した。

## たてもんの遠征と特別曳き回し
- 2001年（平成13年）から2003年（平成15年）まで、ハワイで毎年3月に行われるホノルルフェスティバルに参加（各年1基ずつ）し、2003年（平成15年）には「ベスト貢献賞」を受賞。
- 2010年（平成22年）新潟県で行われた「日本の祭り」にて曳き回しを行った。
- 2012年（平成24年）5月12日より13日まで魚津市にて魚津たてもん保存会も加盟している全国山・鉾・屋台保存連合会総会魚津大会が開かれた。その歓迎行事として「春のたてもん」と銘打ち7基の内3基の曳き回しと、初めて3基同時の回転を海の駅蜃気楼で行なった。今まで祭礼でも一度も3基同時に回転を行った事はなく、「これが最初で最後になるだろう」と保存会関係者は話している[10][11]。
- 2013年（平成25年）の5月中旬にJR魚津駅前大通りで始まった「よっしゃ来い!!CHOUROKUまつり」にて、午前から午後に掛け4回に亘り、たてもん1基が曳き回されている[12]。
- 2015年（平成27年）1月9日から18日まで東京ドームで行われた「ふるさと祭り東京2015」で、1月12日から14日の3日間にわたり諏訪町三区のたてもん1基の展示および曳き回しと回転を行った。これに合わせたてもん下額を同年3月14日に開通した北陸新幹線と蜃気楼の絵などに変更し、富山県をPRした[6][13]。また2018年（平成30年）1月には3年ぶりに参加した[14]。

## たてもんの森
祭礼がユネスコ無形文化遺産に登録されたことから、2017年（平成29年）に魚津市が事業として立ち上げ、たてもん保存会、賛同した地元企業などが、今後3年間で魚津市の「新川学びの森天神山交流館」敷地内約2,100m2に、720本のスギやヒノキを植樹し、将来のたてもんの部材確保と地元産材で作り、伝統文化継承を目的としたプロジェクトである。なお部材として利用できるのは40〜50年ほど先の見通しである。
2017年（平成29年）10月28日に初めての植樹が行われ、魚津市長、たてもん保存会、賛同地元企業、氏子町内の子供たちなどが参加し、スギ130本、ヒノキ66本、ケヤキ44本、計240本の苗木を植えた。